# ANO 2011
ANO 2011（アノ2011）は、実業家のアンドレイ・バビシュが設立したチェコの政党である。社会運動「不満のある市民の行動」（チェコ語: Akce nespokojených občanů、略称: ANO）が前身にあたる。「Ano」はチェコ語で「はい」を意味する。

## 政策・思想
政党としてよりも政治運動としての色彩が強く、左翼や右翼といった枠組みに囚われていない。中道主義を理想に掲げ、これはキリスト教民主同盟 と類似している。
党首のバビシュは代表選挙のインタビューで、 ユーロ導入や、欧州統合、EUの官僚政治に対して反対を表明したものの、後にチェコの財政が安定すればユーロを採用できると発言している。また、バビシュはドイツとの友好を訴え、インタビューの時点で財政縮小条約に調印する準備ができていると述べた。
税制に関しては、自営業者や一部の雇用年金受給者に対する免税の廃止を含めた中道的な政策を取っている。教育面では、教員の賃金を結党当初より1%多い、2.5%にまで引き上げるとしている。医療面では、公的医療保険会社への莫大な支出を批判している。
同党の政治的立場については、政治家や政治学者の間で議論されている。右派の政治家や識者はANOを左派と認定し、主だった政治学者は中道的としている。バビシュはインタビューで同党について、「社会的共感を持つ右派政党」つまり社会保守主義や社会自由主義的な政党と述べている。